# Paul Beynet
Paul Beynet, ou Étienne Beynet, est un officier général français né le 29 octobre 1883 à Châtillon-en-Michaille (Ain) et mort le 9 avril 1969 à Annecy (Haute-Savoie). Capitaine d'infanterie pendant la Première Guerre mondiale, il est promu général pendant l'entre-deux-guerres. Il dirige la délégation française à la commission de mise en œuvre de l'armistice pendant l'hiver 1941-1942 puis rejoint les Forces françaises combattantes à Londres. 
À la fin de la guerre, il est le dernier Délégué général plénipotentiaire de France au Levant de 1944 à 1946, où il tente en vain de retarder l'accession à l'indépendance de la Syrie et du Liban.

## Carrière
Paul Beynet nait le 29 octobre 1883 à Châtillon-en-Michaille dans le département de l'Ain, d'un père capitaine d'artillerie[réf. souhaitée]. 

### Première Guerre mondiale
Après sa formation à Saint-Cyr, il se distingue pendant la Première Guerre mondiale comme capitaine d'infanterie. Il est notamment le premier chef du corps du 114e bataillon de chasseurs alpins, créé en mars 1915.

### Entre-deux-guerres
Au sortir de la guerre, sa progression est rapide : il est promu major en 1927, lieutenant-colonel en 1932, colonel en 1935 puis général de brigade en juin 1935. Il est présent en Syrie — alors sous mandat français — en 1927, et y exerce la charge de chef d'État-Major des troupes du Levant à partir du 1er juillet 1930. Charles de Gaulle est alors un de ses subordonnés : chef de bataillon, il y dirige le Troisième bureau. 
Après une période pendant laquelle il est détaché au Centre des Hautes études militaires, Beynet sert ensuite comme gouverneur militaire de Briançon d'avril 1936 à janvier 1938. 
À cette date le commandement par intérim de la division d'Alger lui est confié jusqu'en août 1939, et c'est à ce poste qu'il est nommé général de division en septembre 1938.

### Seconde Guerre mondiale

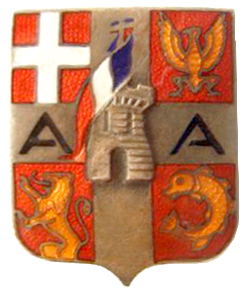
Insigne de l'Armée des Alpes.

De retour en métropole, il commande la 81e division d’infanterie de septembre à fin novembre 1939, puis le 14e corps d’armée (dépendant de l’armée des Alpes du général René Olry) jusqu'au 6 juillet 1940, à la tête duquel il arrête la progression de l’armée italienne dans les secteurs fortifiés de Savoie et du Dauphiné, les plus au Nord (Uriage, siège du PC de Beynet, Saint-Paul-sur-Isère, Saint-Jean-de-Maurienne, Embrun, La-Roche-de-Rame, etc.).
En juillet 1940 il est à nouveau envoyé en Algérie pour y prendre jusqu'en septembre 1941 la direction du 19e corps d'armée, qui regroupe toutes les unités militaires d'Algérie et constitue le noyau de l'armée d'Afrique. Devenu en février général de corps d'armée il est le chef de la délégation française auprès de la commission d’armistice de Wiesbaden de septembre 1941 à février 1942. Avec son homologue le général allemand Oskar Vogl (de) il y travaille à la réorganisation de la Police française et construit un programme de renforcement des forces d'Afrique-occidentale française destiné à contrecarrer le ralliement majoritaire des troupes de l'Afrique-équatoriale française à la Résistance : il obtient ainsi la création d'un 8e régiment de chasseurs d'Afrique.
Mis en section de réserve en octobre 1942, il abandonne Vichy et prend contact avec le colonel Passy, chef du BCRA. Il gagne Londres en avion, où le général de Gaulle le reçoit avec plaisir, et s’engage dans les Forces françaises combattantes le 26 mars 1943, — une « prise » majeure pour le dirigeant en exil.
Des missions diplomatiques lui sont alors confiées par de Gaulle : il dirige la Mission militaire française à Washington de novembre 1943 à janvier 1944. Avec le grade de général d’armée de réserve (octobre 1944), il est Délégué général et plénipotentiaire de France et commandant supérieur des troupes au Levant (janvier 1944-septembre 1946), en remplacement du général Catroux.

### Au Proche-Orient
Au Proche-Orient, l'influence française s'affaiblit rapidement : le Royaume-Uni rivalise avec la France pour le contrôle de la région, et les revendications indépendantistes des deux pays sous mandat français, la Syrie et le Liban, vont croissantes. En décembre 1943, un accord franco-libano-syrien vient alors d'accorder une large autonomie aux autorités locales, en préservant le contrôle par les Français des troupes spéciales. Mais après la libération de Paris, rien ne justifie plus que la France maintienne au Levant des forces militaires. 
À la résidence des Pins à Beyrouth, Paul Beynet est chargé par de Gaulle de maintenir pour la France une position privilégiée : celui-ci connait l'expérience de Beynet en Syrie et apprécie les qualités morales et l'absence de fanatisme de ce proche. Mais Beynet a une vision datée de la situation : il perçoit le Proche-Orient comme un pays soumis, dont il méprise les indigènes et leur politique. Rigide, d'un abord difficile, le général est d'abord favorablement accueilli mais se trouve vite confronté aux manœuvres de son homologue britannique Edward Spears, qui tente d'évincer les Français, et aux objectifs des dirigeants locaux. Il doit en effet  faire face à une opposition indépendantiste croissante : manifestations anti-françaises en janvier 1945, création de la Ligue arabe par la Syrie, le Liban et quatre autres pays en mars 1945. La question du commandement des troupes spéciales provoque fin mai de violentes émeutes à Beyrouth et à Damas, où le délégué français subordonné à Beynet, le général Fernand Olive, fait bombarder la ville par l'artillerie et l'aviation pendant trente-six heures sans que Beynet ne s'y oppose ou ne tente d'apaiser le différend. C'est l'intervention de Churchill qui contraint finalement Olive au cessez-le-feu,. En répondant militairement à des problèmes politiques, en s'arc-boutant pour retarder une indépendance promise dès la mise en place du mandat, la France a compromis ses chances de conserver une influence dans les affaires syriennes. 
En décembre 1945, le retrait des troupes françaises est finalement scellé par un accord avec le Royaume-Uni, que Paul Beynet dévoile à Beyrouth. Sous son autorité, ce transfert s'achève en avril 1946 en Syrie et à l'automne au Liban.

## Vie privée
Il épouse Jeanne Julie Dunoyer le 6 janvier 1917 à Annecy. Le couple aura deux enfants[réf. souhaitée].

## Récompenses
- Grand-croix de la Légion d'honneur[20]
- Croix de guerre 1914–1918, à 7 palmes et 3 étoiles[4]
- Croix de guerre 1939–1945
- Commander of the US Legion of Merit (1944)

| texte= | texte= | texte= | texte= |